# Telma Reca
Telma Reca (8 de enero de 1904 - 16 de junio de 1979), doctora en Medicina, fue pionera en la clínica psiquiátrica infantojuvenil en Argentina, profesora titular de diversas cátedras, colaboró en la creación de la carrera de Psicología, fue Jefa de las Divisiones (Segunda infancia y Niños anormales y abandonados) del Departamento de Higiene del Ministerio de Asistencia Social y Salud Pública (1937-1948). Autora de numerosas publicaciones.

## Reseña biográfica
Telma Reca nació en San Juan, Argentina, el 8 de enero de 1904. Dice con sus palabras: "Nací de una familia modesta, adherida a altos valores morales. El amor y el esfuerzo diario no medidos, puestos al servicio inmediato de la supervivencia y al destino de los fines elevados, fueron la forma predicada y la vivencia perpetua de mi infancia”.
Telma Reca se graduó como médica, con diploma de honor, en la Facultad de Medicina de la Universidad de Buenos Aires en 1928, ampliando desde entonces su formación a través de diversas becas y premios que le permitieron realizar estudios en EE. UU. Así fue como realizó los estudios sobre delincuencia juvenil en el año 1930. En 1931 obtuvo el Máster of Arts en el Vassar College de Nueva York, lo que redundó en la tesis doctoral “Delincuencia juvenil", con la que obtuvo el grado de doctora y que, además, le valió el premio Eduardo Wilde.
Volvió a ir a Estados Unidos y, a su regreso, en 1934, creó el consultorio de Higiene Mental Infantil dependiente de la Cátedra de Pediatría en el Hospital de Clínicas José de San Martín de Buenos Aires . Este Consultorio fue pionero en la clínica infantojuvenil. Se basaba en las Child Guidance Clinics (Clínicas de conducta infantil) que Reca había conocido en EE. UU. y en cuyo estudio pudo profundizar en 1942, esta vez con la ayuda de una beca de la Fundación Rockefeller. A partir de entonces el Centro de Higiene se llamó Centro de Psicología y Psiquiatría. De modo particular centró su investigación en los resultados de la psicoterapia en los niños y los adolescentes. Reca fue pionera en instrumentar la asistencia psicopatológica infantil a nivel hospitalario.
Su interés por el tema de su tesis la llevan a obtener, en 1941, el título de Médica Legista.
Casada con Wladimiro Acosta, arquitecto, tuvo tres hijos y cuatro nietos. Su madre, Doña Rita, vivió siempre con ellos.
Falleció inesperadamente el 16 de junio de 1979, en plena labor. Acababa de recibir el “Premio Aníbal Ponce 1979”. 

### El Consultorio de Higiene Mental y el Centro de Psicología y Psiquiatría
En el consultorio se partía de la base de que la salud mental de los niños estaba unida a su desarrollo físico de modo que este influía en aquella. Por ello, antes de que el paciente fuere atendido en el consultorio,  las alumnas del Curso de Visitadoras de Higiene Social realizaban la “encuesta social”.
En el consultorio, se le aplicaban pruebas par establecer los niveles mentales,  todo lo cual se tenía en cuenta en la revisión médica. Finalmente, se elegía el tratamiento adecuado en los órdenes médico, educacional y social. Reca destacó que, frecuentemente, la intervención debía dirigirse con exclusividad a las dos últimas áreas. Fue necesario ampliar la red social, la plantilla del consultorio así como la formación del personal, que se llevó a cabo según el modelo que Telma Reca había conocido en el extranjero.
El nuevo titular de la cátedra, Dr. Garrahan, en 1942, apoyó los pedidos de urgente ampliación para el Consultorio, que pasó a llamarse Centro de Psicología y Psiquiatría. Reca permaneció en la dirección hasta 1960, haciéndose cargo del mismo la Dra. Marta Bekei.

### Creación de la carrera de Psicología
Después de su paso, durante 1937 a 1948, por el Departamento de Higiene del Ministerio de Asistencia Social y Salud Pública, Reca colaboró en la creación de la carrera de Psicología, llegando a ser, en 1961, Directora del Departamento de Psicología, hasta su renuncia en 1966. Tuvo a su cargo las cátedras de Psicología Evolutiva y de Psicología Clínica de la Niñez y Adolescencia.
Al mismo tiempo la UBA creó el Departamento de Psicología y Psicopatología de la Edad Evolutiva, en el Hospital de Clínicas, que Telma Reca dirigió (1958-1966). Estaba destinado a la asistencia interdisciplinaria, docencia e investigación.    

### La noche de los bastones largos
Telma Reca fue una de los cientos de profesores universitarios que renunciaron por oponerse a la Intervención de la Universidad por parte del gobierno de facto surgido del golpe de Estado militar de 1966, y en repudio a la Noche de los bastones largos. 
Porque renunció a sus cátedras, Telma Reca fue cesanteada de la Dirección del Departamento de Psicología y Psicopatología del Hospital de Clínicas. Todos los integrantes del Departamento se retiraron con ella.
En 1967 fundó junto con algunos colaboradores, una institución privada llamada Centro de Estudios Médico Psicológicos de la Niñez y Adolescencia (CEAM).

### El Centro de Estudios Médico Psicológicos de la Niñez y Adolescencia (CEAM)
Telma Reca y sus colaboradores (médicos, psicólogos y psicopedagogos) comenzaron en 1966 a organizar un centro privado y a arbitrar los medios para ello, que se denominó Centro de Estudios y Asistencia Médico Psicológica de la Niñez y Adolescencia-CEAM.
Inició sus actividades en febrero de 1967, con funciones de asistencia, docencia, investigación y publicaciones.  El CEAM creó los Cursos de especialización en psiquiatría y en psicología clínica en niños y adolescentes, destinada a médicos y a psicólogos, de tres años de duración.
Cuando la Dra. Reca falleció, los integrantes del CEAM designaron a Evelyn Costa y Anny Speier a cargo de le Dirección Médica y de la Dirección Científica, respectivamente. A mediados de los años 90 el CEAM fue disuelto por sus miembros, al no poder ya sostenerse económicamente.

## Su pensamiento
Las líneas generales de su pensamiento giran en torno a su idea de delincuencia juvenil, consideración integral del paciente, el concepto de personalidad, la historia clínica y la idea de niño.
- En 1973 Telma Reca concreta la exposición y fundamentación de un punto de vista…los fundamentos de un enfoque psicopatológico y psicoterapéutico…que vengo a caracterizar como genético-dinámico profundo.[7] Lo genético o evolutivo, implica que es imprescindible conocer las fases del desarrollo de niños y adolescentes, sus posibilidades en cada etapa de su evolución neurofisiológica y en función de las relaciones con su medio en cada momento evolutivo. Lo dinámico implica el reconocimiento de un interjuego perpetuo de fuerzas, en la conducta y la relación del individuo con los demás y consigo mismo.  Respecto de lo profundo expresa: Creo que es posible afirmar que la herencia imperecedera y supremamente valiosa del psicoanálisis…reside en le iluminación del mundo psíquico de motivaciones inconscientes, cuya raíz en ocasiones puede hundirse en épocas muy tempranas de la vida…influencia en la conducta común…y factor causal de neurosis y psicosis…
- Destaca la integración de estos tres factores para permitir captar la individualidad única, biopsicosocial[8] según Meyer de cada paciente. El enfoque de Telma Reca enfatiza la importancia de sistemas conceptuales abiertos a la ampliación del conocimiento como resultado de la investigación.
- Consideraba a cada paciente en toda su complejidad, biológica, médica, psicológica, económica, social y cultural. Era atendido por un equipo interdisciplinario de profesionales que hacían clínica e investigación.[2]
- El concepto de personalidad entendida como una totalidad psicobiológica unitaria, dinámica e integrada a lo largo de la vida en una evolución consciente, en una interrelación constante con el medio y en un proceso también continuo de construcción de un mundo endopsíquico no consciente.[9]
- La historia clínica, siguiendo los postulados de Kanner, no es un simple formulario, es un instrumento dinámico de trabajo que se elabora en tres fases, denominadas la historia hasta ahora, la historia personal y la historia continúa. La historia debe ser configurada por un equipo integrado por un psicólogo, un médico y un historiador que puede ser psicólogo, médico o trabajador social.[10]
- El niño es un ser en el que se combina herencia, naturaleza biológica y medio ambiente. El niño como aquel que posee cierta oscuridad frente a la mirada del adulto.